# Битва під Хуніном
Битва в долині Хунін - це військова битва в рамках Війни за незалежність Перу, що відбулася 6 серпня 1824 на високогір'ї регіону Хунін. У лютому попереднього року роялісти відновили контроль над Лімою, і, перегрупувавшись у Трухільйо, Симон Болівар у червні повів свої повстанські сили на південь, щоб протистояти іспанцям під командуванням фельдмаршала Хосе де Кантерака. Дві армії зустрілися на рівнині Хунін, на плато Бомбон, на північний захід від долини Хауха.
В 1820 генерал Сан Мартін зібрав армію з 4500 солдатів, а потім зв'язався з віце-королем Перу де Ла Серна, з яким обговорив створення королівства Перу. Проте переговори провалилися, і армія Сан-Мартіна зайняла Ліму. 28 липня 1822 Сан-Мартін проголосив незалежність Перу, призначивши себе диктатором держави. Перша Республіка Перу розпалася в лютому 1824 року в результаті заколоту команди портового міста і фортеці Кальяо - солдати, що збунтувалися, перейшли на бік роялістів, дезорганізувавши республіканський табір, в результаті чого роялісти зайняли Ліму 29 лютого 1824.